# Hans Backe
Hans Roland "Hasse" Backe (ur. 14 lutego 1952 w Lulei) – szwedzki piłkarz i trener piłkarski.

## Kariera zawodnicza
Karierę juniorską spędził w AIK Fotboll. W 1966 wygrał z tym zespołem Puchar św. Eryka. W 1972 był rezerwowym w pierwszej drużynie tego klubu.
W latach 1973–1976 był piłkarzem Spånga IS, skąd trafił do IF Brommapojkarna, gdzie grał w latach 1977-1978, strzelając 7 goli w 32 meczach. Z IF Brommapojkarna przeszedł do Bro IK.

## Kariera trenerska
Karierę szkoleniową rozpoczął w 1979 roku w Bro IK, które trenował do 1981. W latach 1982–1984 pełnił funkcję trenera Djurgårdens IF, w sezonie 1985 prowadził Molde FK, a w kolejnym trenował Tyresö FF. W sezonach 1987 i 1988 był szkoleniowcem Hammarby IF, natomiast w latach 1989-1993 trenował Östers IF, z którym w 1989 roku awansował do Allsvenskan, nie przegrywając ani jednego meczu w sezonie.
W latach 1994–1995 był trenerem AIK Fotboll, w latach 1996-1997 prowadził Stabæk IF, a w latach 1998-2000 był szkoleniowcem Aalborg BK, zdobywając z tym klubem mistrzostwo Danii w sezonie 1998/1999. W czerwcu 2000 przeszedł do SV Salzburg. We wrześniu 2001 objął posadę trenera FC København. Z tym klubem dwukrotnie zdobył mistrzostwo kraju: w sezonie 2002/2003 i 2003/2004 oraz puchar Danii w sezonie 2003/2004. W 2004 został trenerem sezonu w Danii. 1 stycznia 2006 na stanowisku szkoleniowca duńskiego klubu zastąpił go Ståle Solbakken. W kwietniu 2006 został szkoleniowcem Panathinaikosu, ale już we wrześniu tegoż roku został zwolniony. W lipcu 2007 został asystentem swojego rodaka Svena-Görana Erikssona w Manchesterze City, natomiast w czerwcu 2008 wraz z Erikssonem opuścił klub i został jego asystentem w reprezentacji Meksyku. W październiku 2009 podpisał trzyletni kontrakt z Notts County, jednakże dwa miesiące później zrezygnował z prowadzenia klubu. W styczniu 2010 objął posadę szkoleniowca New York Red Bulls, którym był do końca 2012 roku.
W sierpniu 2015 został zatrudniony na stanowisko selekcjonera reprezentacji Finlandii, które objął 1 stycznia 2016, a jego kontrakt miał obowiązywać przez 2 lata z możliwością przedłużenia o kolejne dwa. W listopadzie Szwed wybrał swoich asystentów, którymi zostali Markku Kanerva i Jukka Ikäläinen. Debiut szwedzkiego trenera w roli selekcjonera fińskiej kadry miał miejsce 10 stycznia 2016 i zakończył się porażką 0:3 ze Szwecją. 12 grudnia 2016 na stanowisku selekcjonera zastąpił go Markku Kanerva. Reprezentacja Finlandii prowadzona przez Szweda nie wygrała żadnego z 11 spotkań, a 2 zremisowała.

## Kariera telewizyjna
W lipcu 2009 został zatrudniony jako ekspert piłkarski w TV4. W lipcu 2014 objął tę samą posadę w SBS Discovery. W marcu 2017 wrócił do TV4.

## Życie osobiste
Żonaty z Ketty, ma troje dzieci.

## Osiągnięcia
- Mistrzostwo Danii (3): 1998/1999, 2002/2003, 2003/2004
- Puchar Danii (1): 2003/2004